# المتانية
قرية المتانية هي إحدى القرى التابعة لمركز العياط في محافظة الجيزة في جمهورية مصر العربية. حسب إحصاءات سنة 2006، بلغ إجمالي السكان في المتانية 14914 نسمة، منهم 7619 رجل و7295 امرأة.